# Doyen de Jersey

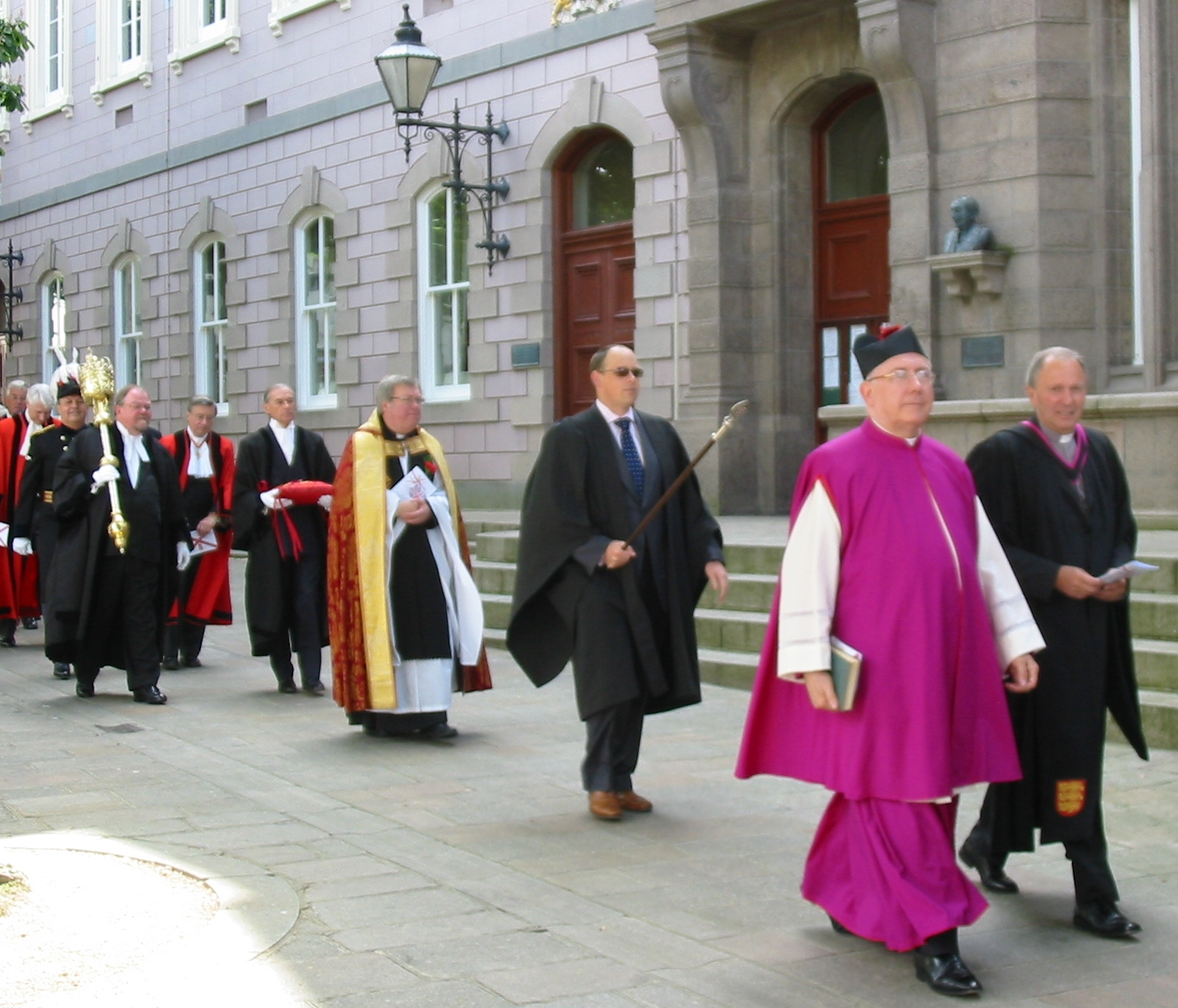
Le Doyen de Jersey commémorant le Jour de la Libération à Saint-Hélier.

Le doyen de Jersey, (en jersiais : Douoyen d'Jèrri, en anglais : Dean of Jersey), est un homme d'Église coordinateur du doyenné regroupant l'ensemble des paroisses de l'île de Jersey. Le doyen de Jersey est le représentant de l'Église d'Angleterre à l'origine de l'Anglicanisme, branche du christianisme occupant une position intermédiaire entre catholicisme et protestantisme. 
Le doyen est d'office membre des États de Jersey, bien que depuis les réformes constitutionnelles de 1948, le doyen ne peut pas prendre part aux votes parlementaires. Le doyen agit comme l'aumônier de l'Assemblée des États et peut intervenir dans les débats sur toute question. Toutefois, le doyen de Jersey, qui a le droit à la parole, ne peut pas prendre part au vote.
Le doyen de Jersey est nommé par la Couronne britannique par le biais de lettres patentes. Il prête serment à ce poste devant la Cour royale. Il est intronisé dans ce sacerdoce par l'évêque de Winchester. Le doyen est aussi le recteur de l'une des paroisses de Jersey.  Depuis 1784, il a été coutumier (mais non obligatoire) pour le doyen de Jersey d'être aussi le recteur de l'église paroissiale de Saint-Hélier, mais cela n'a pas toujours été le cas.
Le doyen de Jersey préside également le tribunal ecclésiastique de l'île.

## Liste des Doyens
| De   | À    | Doyen de Jersey          |
| ---- | ---- | ------------------------ |
| 1620 | 1645 | David Bandinel           |
| 1645 | 1661 | vacant                   |
| 1661 | 1671 | Philip Le Couteur        |
| 1672 | 1714 | Clement Le Couteur       |
| 1714 | 1728 | Thomas Le Breton         |
| 1729 | 1775 | Francis Payn             |
| 1775 | 1802 | Francis Le Breton        |
| 1802 | 1823 | Edouard Dupré            |
| 1823 | 1837 | Corbet Hue               |
| 1838 | 1844 | Francis Jeune            |
| 1850 | 1883 | William Corbet Le Breton |
| 1888 | 1906 | George Orange Balleine   |
| 1906 | 1937 | Samuel Falle             |
| 1937 | 1959 | Matthew Le Marinel       |
| 1959 | 1971 | Alan Stanley Giles       |
| 1971 | 1985 | Thomas Goss              |
| 1985 | 1993 | Basil O'Ferrall          |
| 1993 | 2005 | John Seaford             |
| 2005 | 2017 | Bob Key                  |
| 2017 |      | Mike Keirle              |